# Zoophthora aphidis
Zoophthora aphidis är en svampart som först beskrevs av Hoffm. ex Fresen., och fick sitt nu gällande namn av A. Batko 1964. Zoophthora aphidis ingår i släktet Zoophthora och familjen Entomophthoraceae.   Inga underarter finns listade i Catalogue of Life.